# Thalassophonea
Thalassophonea es un clado extinto de pliosáuridos que vivieron entre el jurásico Medio hasta principios del Cretácico Superior (Calloviense - Turoniense) en Australia, Europa, Norteamérica y Suramérica. Thalassophonea fue nombrado por Roger Benson y Patrick Druckenmiller en 2013. La etimología del nombre se deriva del griego thalassa (θάλασσα), "mar", y phoneus (φονεύς), "asesino". Es un taxón basado en tallos definido como "todos los taxones más cercanamente relacionados con Pliosaurus brachydeirus que a Marmornectes candrewi". Se incluyen aquí a los géneros Liopleurodon, Simolestes, Peloneustes, Pliosaurus y a la subfamilia Brachaucheininae (compuesta de Brachauchenius y Kronosaurus).
El siguiente cladograma sigue el análisis realizado por Benson y Druckenmiller (2014).